# Nuclear Fusion
Nuclear Fusion is een internationaal, aan collegiale toetsing onderworpen wetenschappelijk tijdschrift op het gebied van de kernfysica.